# Карабаштепа

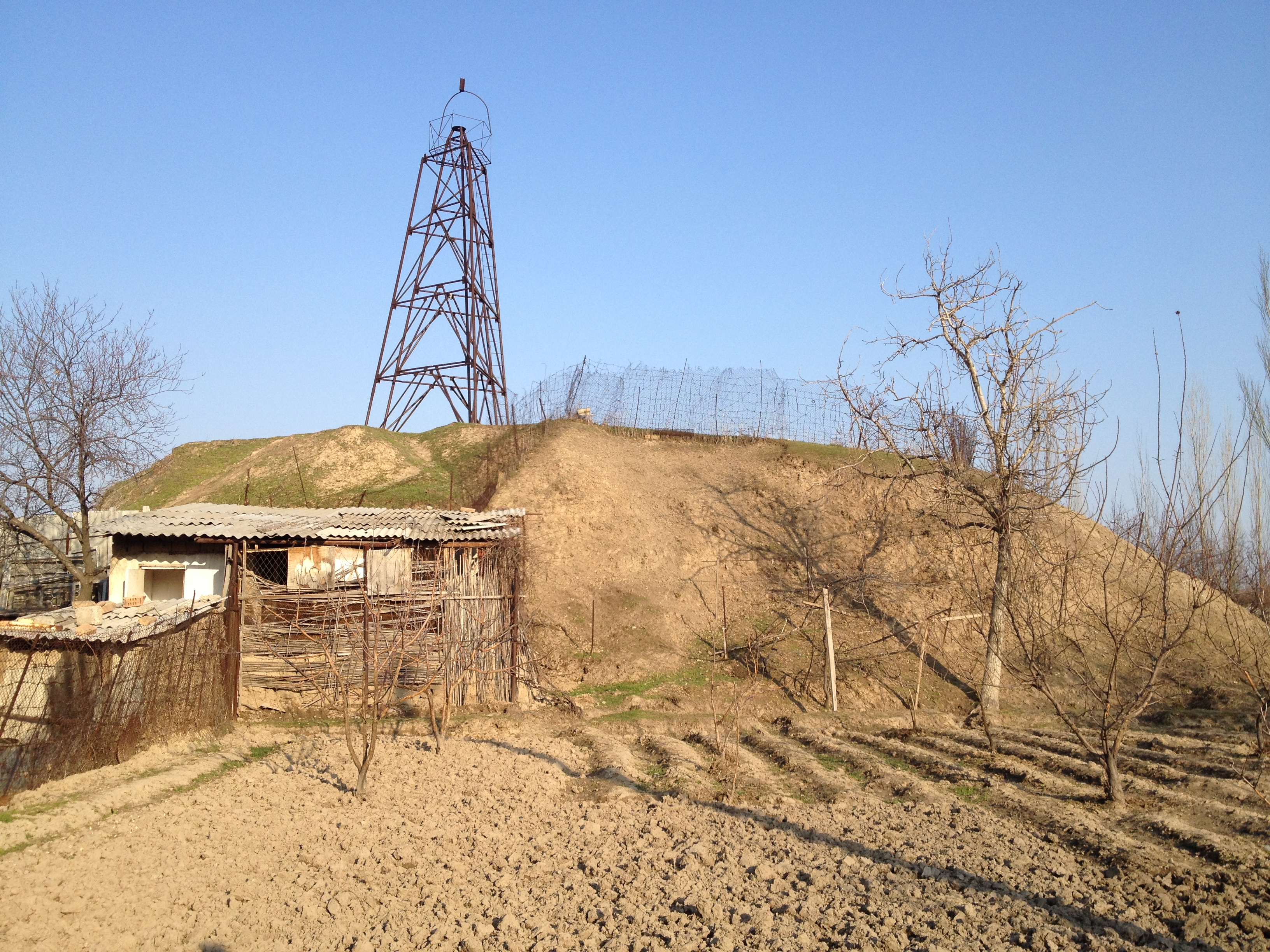
Вид на цитадель Карабаштепа с западной стороны

Карабаштепа́, Карабаштепе́ (узб. Qoraboshtepa/Қорабоштепа) — городище в окрестностях Ташкента, археологический памятник второй очереди освоения Ташкентского оазиса.

## Описание
Карабаштепа включается в число археологических памятников Ташкента, однако расположено вне границ города (восточнее), близ местности Тузель в правобережье реки Чирчик. Оно входит в группу городищ (тепа), тянущихся в северо-восточном направлении от современной столицы, к речному берегу и лежит в 4 км к юго-западу от Бузгантепа. Местонахождение Карабаштепы позволяет отнести его к поселениям древнего этапа (второго, V—XIII века) освоения ташкентской территории, сконцентрированным по системе оросительных каналов.
Руины Карабаштепа относятся к числу городищ с ярко выраженной цитаделью. Холм цитадели стоит на примыкающей к нему пониженной площадке. В настоящее время историческое селение практически полностью застроено, что делает проблематичным оценить его общие размеры.
Карабаштепа входит в перечень объектов исторической, художественной или иной культурной ценности согласно приложению к Постановлению № 335 Кабинета министров Республики Узбекистан от 5 декабря 2014 года («Об утверждении Перечня объектов, в отношении которых вследствие их исторической, художественной или иной культурной ценности применение залога и ипотеки не допускается»).
Археологический памятник был отмечен в 1929 году А. А. Потаповым. В 1949 году его обследование провели И. Баишев и В. Массон. На холме был собран подъёмный керамический материал, относящийся к XI—XII векам. По состоянию на 1973 год раскопок на городище не проводилось.